# 貝瑞·高迪
貝瑞·高迪三世（英語：Berry Gordy III，1929年11月28日—）是一位已退休的唱片製作人，出生於美國密西根州底特律。他是環球音樂集團旗下唱片公司摩城唱片的創辦人。

## 家庭
貝瑞·高迪的第一任妻子是Thelma Coleman，兩人於1953年結婚，1959年離婚。兩人有兩個兒子一個女兒：
- Hazel Gordy，她與傑曼·傑克森結婚
- Berry Gordy IV
- Terry Gordy

1959年貝瑞·高迪與Ray Singleton誕下Kerry Gordy，隔年高迪與Singleton結婚，1964年兩人離婚。
貝瑞·高迪的其他私生子女包含：
- Kennedy William Gordy，藝名Rockwell
- Rhonda Ross，黛安娜·羅絲之女
- Stefan Kendal Gordy，藝名Redfoo

## 來源
- Ritz, David. . Cambridge, Massachusetts: Da Capo Press. 1991. ISBN 0-306-81191-X.

## 外部連結
- 貝瑞·高迪在互联网电影资料库（IMDb）上的資料（英文）
- 互聯網百老匯資料庫（IBDB）上貝瑞·高迪的資料（英文）
- C-SPAN內的頁面（英文）